# Bayside Shakedown: The Movie
Série
Bayside Shakedown 2
(2003)
Pour plus de détails, voir Fiche technique et Distribution.
Bayside Shakedown: The Movie (踊る大捜査線 THE MOVIE, Odoru daisosasen: The Movie) est un film japonais réalisé par Katsuyuki Motohiro, sorti en 1998.
Le film fait directement suite à la série télévisée Bayside Shakedown.

## Synopsis
Le détective Shunsaku Aoshima a réussi à gravir les échelons de la division d'enquête du commissariat de Wangan après avoir été rétrogradé à des tâches de patrouille pour insubordination. Un corps sans vie est découvert à la limite du secteur et deux commissariats se disputent l'enquête.

## Fiche technique
- Titre : Bayside Shakedown: The Movie
- Titre original : 踊る大捜査線 THE MOVIE (Odoru daisosasen: The Movie)
- Réalisation : Katsuyuki Motohiro
- Scénario : Ryōichi Kimizuka
- Musique : Akihiko Matsumoto
- Photographie : Osamu Fujiishi
- Montage : Hiroshi Matsuo
- Production : Chikahiro Ando, Toru Horibe, Chihiro Kameyama et Hirotsugu Usui
- Société de production : Fuji Television Network
- Pays :  Japon
- Genre : Action et comédie policière
- Durée : 119 minutes
- Dates de sortie : 
  - Japon : 31 octobre 1998

## Distribution
- Yūji Oda : Shunsaku Aoshima
- Toshirō Yanagiba : Shinji Muroi
- Eri Fukatsu : Sumire Onda
- Miki Mizuno : Yukino Kashiwagi
- Chōsuke Ikariya : Heihachiro Waku
- Sōichirō Kitamura : le chef Kanda
- Takehiko Ono : Kengo Hakamada
- Kyōko Koizumi : Manami Hyuga
- Kenta Satoi : Jiro Uozumi
- Yūsuke Santamaria : Masayoshi Mashita
- Toshio Kakei : Kentaro Shinjo
- Daisuke Ryū : Ohbayashi
- Shigeru Kōyama : le vice-chef Toshiaki Yoshida
- Akira Saito : Akiyama

## Distinctions
Le film a été nommé pour treize Japan Academy Prizes en a remporté trois : meilleur second rôle masculin pour Chōsuke Ikariya, meilleur son et prix de la popularité masculin pour Yūji Oda.